# D.I.S.C.O. (album)
A D.I.S.C.O a francia pop-diszkó duó Ottawan debütáló albuma, mely 1980-ban jelent meg. Az albumról öt kislemez jelent meg.

## Track lista
LP Album

 Franciaország (Carrere 67463)
A oldal
- D.I.S.C.O. 5:00
- Hello Rio! 4:27
- Shalalala Song 3:38
- Tant que durera la nuit 4:20

B oldal
- Help! (Get Me Some Help) 4:27
- You’re OK 5:10
- Come Aux U.S.A 3:35
- D.I.S.C.O (French Version) 3.39

## Külső hivatkozások
- Ottawan diszkográfia[3]
- Az együttes az Amazon.com oldalon[4]